# Peter Sagan
Peter Sagan (ur. 26 stycznia 1990 w Żylinie) – słowacki kolarz szosowy, górski i przełajowy. Mistrz świata w kolarstwie szosowym (2015, 2016, 2017) oraz mistrz świata juniorów w kolarstwie górskim (2008).
Jego starszy brat, Juraj Sagan, również jest kolarzem.

## Kariera
Sukcesy odnosi od 2007, w którym został dwukrotnym mistrzem Słowacji juniorów – w wyścigu przełajowym i szosowym, jak również dwukrotnym brązowym medalistą mistrzostw Europy juniorów – w wyścigu przełajowym i górskim. W 2008 zdobył mistrzostwo świata juniorów w kolarstwie górskim w konkurencji cross country, mistrzostwo Europy juniorów w tej samej konkurencji oraz srebrny medal w mistrzostwach świata juniorów w cyclo-crossie.
W 2010 podpisał swój pierwszy profesjonalny kontrakt z drużyną Liquigas-Doimo, dzięki czemu mógł zaprezentować swoje umiejętności w wyścigach ProTour. Wygrał dwa etapy i zieloną koszulkę (lidera klasyfikacji punktowej) w Paryż-Nicea, jeden etap w Tour de Romandie oraz dwa etapy i zieloną plus białą koszulkę (lidera klasyfikacji młodzieżowej) w Tour of California.
W sezonie 2011 do dotychczasowych sukcesów Sagan dołożył kolejne. Wygrał etap i klasyfikację punktową w Tour of California, potem dwa etapy i klasyfikację punktową w Tour de Suisse. Na początku sierpnia odniósł zwycięstwo w Tour de Pologne, w którym wygrał też dwa etapy i klasyfikację punktową. Po przedostatnim etapie w Bukowinie Tatrzańskiej stracił na krótko prowadzenie w klasyfikacji generalnej na rzecz ubiegłorocznego zwycięzcy Daniela Martina, jednak dzięki bonifikacie za drugie miejsce na ostatnim etapie w Krakowie ostatecznie odzyskał żółtą koszulkę. Po wyścigu przyznał, że był to jego największy sukces w dotychczasowej karierze.. Kilka tygodni później wygrał trzy etapy Vuelta a España.
W 2012 wygrał etap w Tirreno-Adriático, a następnie pięć z ośmiu etapów Tour of California i cztery z dziewięciu etapów Tour de Suisse. W lipcu 2012 zadebiutował w Tour de France, w którym wygrał trzy etapy i klasyfikację punktową. Następnie w latach 2013, 2014, 2015, 2016, 2018 i 2019 powtórzył ten sukces i zdobywał zieloną koszulkę.

## Najważniejsze osiągnięcia
2008
- 1. miejsce w mistrzostwach świata w kolarstwie górskim juniorów (cross country)

2010
- 1. miejsce w klasyfikacji punktowej Paryż-Nicea
  - 1. miejsce na 3. i 5. etapie
- 1. miejsce na 1. etapie i koszulka lidera wyścigu w Tour de Romandie
- 1. miejsce na 5. i 6. etapie Tour of California
- 2. miejsce w Philadelphia International Championship
- 2. miejsce w Grand Prix Cycliste de Montréal

2011
- 1. miejsce w Giro di Sardegna
- 1. miejsce na 5. etapie Tour of California
- 2. miejsce w Philadelphia International Championship
- 1. miejsce w klasyfikacji punktowej Tour de Suisse
  - 1. miejsce na 3. i 8. etapie
- 1. miejsce w mistrzostwach Słowacji (start wspólny)
- 1. miejsce w Tour de Pologne
  -  1. miejsce w klasyfikacji punktowej
  - 1. miejsce na 4. i 5. etapie
- 1. miejsce na 6., 12., 21. etapie Vuelta a España
- 1. miejsce w Gran Premio Industria e Commercio di Prato

2012
- 1. miejsce na 4. etapie Tirreno-Adriático
- 3. miejsce w Amstel Gold Race
- 1. miejsce na 1., 2., 3., 4. i 8. etapie Tour of California
- 1. miejsce w klasyfikacji punktowej Tour de Suisse
  - 1. miejsce na 1., 3., 4. i 6. etapie
- 1. miejsce w klasyfikacji punktowej Tour de France
  - 1. miejsce na 1., 3. i 6. etapie
- 1. miejsce w mistrzostwach Słowacji (start wspólny)
- 2. miejsce w Gandawa-Wevelgem

2013
- 1. miejsce na 2. i 3. etapie Tour of Oman
- 1. miejsce w Gran Premio Città di Camaiore
- 1. miejsce na 3. i 6. etapie Tirreno-Adriático
- 2. miejsce w Strade Bianche
- 2. miejsce w Mediolan-San Remo
- 2. miejsce w E3 Prijs Vlaanderen
- 1. miejsce w Gandawa-Wevelgem
- 1. miejsce na 1. etapie Driedaagse van De Panne-Koksijde
- 2. miejsce w Ronde van Vlaanderen
- 1. miejsce w Brabantse Pijl
- 1. miejsce na 3. i 8. etapie Tour of California
- 1. miejsce w klasyfikacji punktowej Tour de Suisse
  - 1. miejsce na 3. i 8. etapie
- 1. miejsce w mistrzostwach Słowacji (start wspólny)
- 1. miejsce w klasyfikacji punktowej Tour de France
  - 1. miejsce na 7. etapie
- 1. miejsce na 1., 3., 6. i 7. etapie USA Pro Cycling Challenge
- 1. miejsce na 1. i 5. etapie Tour of Alberta
- 1. miejsce w Grand Prix Cycliste de Montréal
- 6. miejsce w mistrzostwach świata (ze startu wspólnego)

2014
- 2. miejsce w Strade Bianche
- 1. miejsce w klasyfikacji punktowej Tirreno-Adriático
  - 1. miejsce na 3. etapie
- 10. miejsce w Mediolan-San Remo
- 1. miejsce w E3 Harelbeke
- 3. miejsce w Gandawa-Wevelgem
- 1. miejsce na 1. etapie Driedaagse van De Panne-Koksijde
- 6. miejsce w Paryż-Roubaix
- 1. miejsce na 7. etapie Tour of California
- 1. miejsce w klasyfikacji punktowej Tour de Suisse
  - 1. miejsce na 3. etapie
- 1. miejsce w mistrzostwach Słowacji (start wspólny)
- 1. miejsce w klasyfikacji punktowej Tour de France

2015
- 1. miejsce w klasyfikacji punktowej Tirreno-Adriático
  - 1. miejsce na 6. etapie
- 4. miejsce w Ronde van Vlaanderen
- 1. miejsce w Tour of California
  - 1. miejsce na 4. i 6. (jazda ind. na czas) etapie
- 1. miejsce w klasyfikacji punktowej Tour de Suisse
  - 1. miejsce na 3. i 6. etapie
- 1. miejsce w mistrzostwach Słowacji (jazda ind. na czas)
- 1. miejsce w mistrzostwach Słowacji (start wspólny)
- 1. miejsce w klasyfikacji punktowej Tour de France
- 1. miejsce na 3. etapie Vuelta a España
- 1. miejsce w mistrzostwach świata (start wspólny)

2016
- 2. miejsce w Omloop Het Nieuwsblad
- 2. miejsce w Tirreno-Adriático
  -  1. miejsce w klasyfikacji punktowej
- 2. miejsce w E3 Harelbeke
- 1. miejsce w Gandawa-Wevelgem
- 1. miejsce w Ronde van Vlaanderen
- 1. miejsce na 1. etapie Tour of California
- 1. miejsce na 2. i 3. etapie Tour de Suisse
- 1. miejsce w klasyfikacji punktowej Tour de France
  - 1. miejsce na 2., 11. i 16. etapie
- 1. miejsce w Grand Prix Cycliste de Québec
- 2. miejsce w Grand Prix Cycliste de Montréal
- 1. miejsce w mistrzostwach Europy (start wspólny)
- 3. miejsce w Eneco Tour
  -  1. miejsce w klasyfikacji punktowej
  - 1. miejsce na 3. i 4. etapie
- 1. miejsce w klasyfikacji UCI World Tour
- 1. miejsce w mistrzostwach świata (start wspólny)

2017
- 2. miejsce w Omloop Het Nieuwsblad
- 1. miejsce w Kuurne-Bruksela-Kuurne
- 1. miejsce w klasyfikacji punktowej Tirreno-Adriático
  - 1. miejsce na 3. i 5. etapie
- 2. miejsce w Mediolan-San Remo
- 3. miejsce w Gandawa-Wevelgem
- 1. miejsce w klasyfikacji punktowej Tour of California
  - 1. miejsce na 3. etapie
- 1. miejsce w klasyfikacji punktowej Tour de Suisse
  - 1. miejsce na 5. i 8. etapie
- 1. miejsce na 3. etapie Tour de France
- 1. miejsce w klasyfikacji punktowej Tour de Pologne
  - 1. miejsce na 1. etapie
- 1. miejsce w klasyfikacji punktowej BinckBank Tour
  - 1. miejsce na 1. i 3. etapie
- 1. miejsce w Grand Prix Cycliste de Québec
- 1. miejsce w mistrzostwach świata (start wspólny)

2018
- 1. miejsce w klasyfikacji punktowej Tour Down Under
  - 1. miejsce na 4. etapie
- 1. miejsce w Gandawa-Wevelgem
- 1. miejsce w Paryż-Roubaix
- 1. miejsce w klasyfikacji punktowej Tour de Suisse
  - 1. miejsce na 2. etapie
- 1. miejsce w mistrzostwach Słowacji (start wspólny)
- 1. miejsce w klasyfikacji punktowej Tour de France
  - 1. miejsce na 2., 5. i 13. etapie
- 10. miejsce w EuroEyes Cyclassics

2019
- 1. miejsce na 3. etapie Tour Down Under
- 1. miejsce na 1. etapie Tour of California
- 1. miejsce w klasyfikacji punktowej Tour de Suisse
  - 1. miejsce na 3. etapie
- 1. miejsce w klasyfikacji punktowej Tour de France
  - 1. miejsce na 5. etapie
- 2. miejsce w Grand Prix Cycliste de Québec

2020
- 1. miejsce na 10. etapie Giro d’Italia

2021
- 1. miejsce na 6. etapie Volta Ciclista a Catalunya
- 1. miejsce na 1. etapie Tour de Romandie
- 1. miejsce w klasyfikacji punktowej Giro d’Italia
  - 1. miejsce na 10. etapie
- 1. miejsce w mistrzostwach Słowacji (start wspólny)
- 1. miejsce w Okolo Slovenska
  - 1. miejsce w klasyfikacji punktowej

2022
- 1. miejsce na 3. etapie Tour de Suisse
- 1. miejsce w mistrzostwach Słowacji (start wspólny)

## Rankingi
| Rok                | 2009 | 2010 | 2011 | 2012 | 2013 | 2014 | 2015 | 2016 | 2017 | 2018 | 2019 | 2020 | 2021 | 2022 | 2023 |
| ------------------ | ---- | ---- | ---- | ---- | ---- | ---- | ---- | ---- | ---- | ---- | ---- | ---- | ---- | ---- | ---- |
| UCI World Calendar | -    | 44.  |      |      |      |      |      |      |      |      |      |      |      |      |      |
| UCI World Tour     |      |      | 21.  | 8.   | 4.   | 15.  | 17.  | 1.   | 4.   | 2.   |      |      |      |      |      |
| World Ranking      |      |      |      |      |      |      |      | 1.   | 3.   | 4.   | 10.  | 45.  | 57.  | 153. | 313. |
| UCI Europe Tour    | 64.  |      |      |      |      |      |      | 19.  | 193. | 460. | 9.   | 35.  | 48.  | 127. | -    |
| UCI Asia Tour      | -    |      |      |      |      |      |      | 2.   | -    | -    |      |      |      |      |      |
| UCI America Tour   | -    |      |      |      |      |      |      | 66.  | -    | -    |      |      |      |      |      |
|                    |      |      |      |      |      |      |      |      |      |      |      |      |      |      |      |
| Źródło: UCI        |      |      |      |      |      |      |      |      |      |      |      |      |      |      |      |

## Nagrody
- W 2013 roku otrzymał Krištáľové krídlo[3]